# Алексеевка (Яковлевский район)
Алексеевка — село в Яковлевском районе Белгородской области России, центр Алексеевского сельского поселения.
В селе находится музей русского актёра М. С. Щепкина, родившегося в соседнем селе Красное.

## Население
| 2002 | 2010  |
| ---- | ----- |
| 1108 | ↘1057 |

## Достопримечательности
- Музей М. С. Щепкина